# Tassadia medinae
Tassadia medinae är en oleanderväxtart som först beskrevs av Morillo, och fick sitt nu gällande namn av G. Morillo. Tassadia medinae ingår i släktet Tassadia och familjen oleanderväxter. Inga underarter finns listade i Catalogue of Life.